# P Secondigliano
P Secondigliano è il singolo di debutto del rapper italiano Geolier, pubblicato il 18 aprile 2018.

## Descrizione
Il brano vede la collaborazione vocale del rapper Nicola Siciliano. Esso parla di come i due rapper girino per il quartiere omonimo a bordo di una bell'auto e ostentando marchi di lusso.
Dopo più di due anni, il 6 novembre 2020, il singolo è stato pubblicato anche sulle piattaforme musicali per lo streaming e il download digitale, in versione rimasterizzata.
Musicalmente il brano è composto con un tempo allegro di 124 battiti per minuto e in tonalità di Mi bemolle minore.

## Video musicale
Il video musicale relativo al brano è stato pubblicato attraverso il canale YouTube del rapper.

## Tracce
1. P Secondigliano – 3:49